# Lion Kalentjev
Lion Kalentjev (Groningen, 9 januari 2000) is een Nederlands-Russisch voormalig voetballer die doorgaans als aanvaller speelde.

## Loopbaan
Kalentjev werd in Groningen geboren toen zijn Russische ouders net vier maanden in Nederland waren. Hij groeide tot zijn negende op in een asielzoekerscentrum en verkreeg op zijn zestiende tevens de Nederlandse nationaliteit. Hij begon met voetballen bij VV Helpman en kwam via GVAV-Rapiditas in 2011 in de jeugdopleiding van FC Groningen. In 2014 maakte hij tegelijk met Orkun Kökçü de overstap naar de jeugd van Feyenoord. In 2019 ging Kalentjev naar het beloftenteam van N.E.C..
In november 2020 maakte hij samen met Brian Vogelzang op huurbasis de overstap naar TOP Oss tot minimaal 1 januari 2021. Dit kon tussentijds vanwege de samenwerking in de Voetbal Academie N.E.C. tussen beide clubs. Het onder 21 team van N.E.C. had de activiteiten gestaakt vanwege de Coronacrisis en TOP had mede daardoor een smalle selectie. Kalentjev maakte zijn debuut in de Eerste divisie op 14 december 2020 tijdens de uitwedstrijd tegen Jong FC Utrecht (0-1) als invaller in blessuretijd voor Dean Guezen. Op 19 december kreeg hij ook speeltijd in de wedstrijd bij N.E.C. (0-1). Hij kwam in het seizoen 2020/21 tot drie optredens in de Eerste divisie.
Aan het begin van de voorbereiding op het seizoen 2021/22 was hij op proef bij TOP Oss. Op 12 juli 2021 ging hij naar VV DOVO dat uitkomt in de Derde divisie zaterdag. Medio 2023 ging hij naar RKVV Westlandia, uitkomend in de Vierde divisie zondag. In januari 2024 maakte Kalentjev bekend dat hij vanwege aanhoudend blessureleed stopte met voetballen.
Hij was op verschillende locaties actief als locatie manager in de gemeentelijke opvang voor Oekraïense vluchtelingen.